# Чарльз Стеллард
Чарльз Фремптон Стеллард QC, DSO та MC (англ. Charles Frampton Stallard; 4 червня 1871 — 13 червня 1971) — південноафриканський юрист, полковник і політик.

## Життєпис
Стеллард народився в Лондоні, навчався у Мертон коледжі в Оксфорді і закінчив його в 1893 році. У 1895 році він отримав звання англійського бару від судової палати Грейс-Інн. Згодом він вирушив до Південної Африки і брав участь в Другий англо-бурської війни, служив разом з Імперськими Волонтерами Сіті і кіннотою Педжета. Після війни він став адвокатом в Йоганнесбурзі; у 1910 році він був призначений королівським адвокатом.
Під час Першої світової війни він служив в штабі генерала Луїса Боти в Південно-Західній Африці (в 1914-15), а потім у Фландрії — де він був поранений — і в Італії. Стеллард тричі згадувався в депешах і був нагороджений Орденом «За видатні заслуги» і воєнним хрестом.
Політична кар'єра Стеллард полягала в тому, що він був членом Ради провінції Трансвааль в 1910 році. Він був членом парламенту (MP) від Роодепортського у 1929-38 рр. та Маріцбургського округів у 1939—1948 рр., коли вийшов у відставку. Він був членом Південноафриканської партії до 1934 року, коли він відмовився підтримати злиття з Національною партією для формування Об'єднаної партії.
Стеллард був головою Партії домініону Південній Африці з 1933 по 1948 рік. Під час Другої світової війни він був міністром гірничорудної промисловості в кабінеті Яна Смутса.
З 1937 по 1971 рік Стеллард був почесним полковником Вітватерсрандського полку стрільців. Помер 13 червня 1971 року, через дев'ять днів після свого 100-річного дня народження.